# Druelle-Balsac
Druelle-Balsac es una comuna nueva francesa situada en el departamento de Aveyron, de la región de Occitania.

## Historia
Fue creada el 1 de enero de 2017, en aplicación de una resolución del prefecto de Aveyron de 6 de septiembre de 2016 con la unión de las comunas de Balsac y Druelle, pasando a estar el ayuntamiento en la antigua comuna de Druelle.

## Demografía
| Gráfica de evolución demográfica de Druelle-Balsac entre 1901 y 2013 |
|                                                                      |

Los datos entre 1901 y 2013 son el resultado de sumar los parciales de las dos comunas que forman la nueva comuna de Druelle-Balsac, cuyos datos se han cogido de 1800 a 1999, para las comunas de Balsac y Druelle de la página francesa EHESS/Cassini. Los demás datos se han cogido de la página del INSEE.

## Composición
| Comuna delegada | Código INSEE | Población (2013) | Superficie (km²) | Densidad (hab./km²) |
| --------------- | ------------ | ---------------- | ---------------- | ------------------- |
| Balsac          | 12020        | 616              | 15.57            | 40                  |
| Druelle         | 12090        | 2137             | 35.68            | 60                  |